# Veronica campylopoda
Veronica campylopoda är en grobladsväxtart som beskrevs av Pierre Edmond Boissier. Enligt Catalogue of Life ingår Veronica campylopoda i släktet veronikor och familjen grobladsväxter, men enligt Dyntaxa är tillhörigheten istället släktet veronikor och familjen grobladsväxter. Arten har ej påträffats i Sverige. Inga underarter finns listade i Catalogue of Life.